# Isanthrene notipennis
Isanthrene notipennis là một loài bướm đêm thuộc phân họ Arctiinae, họ Erebidae.